# Baronía de Bétera

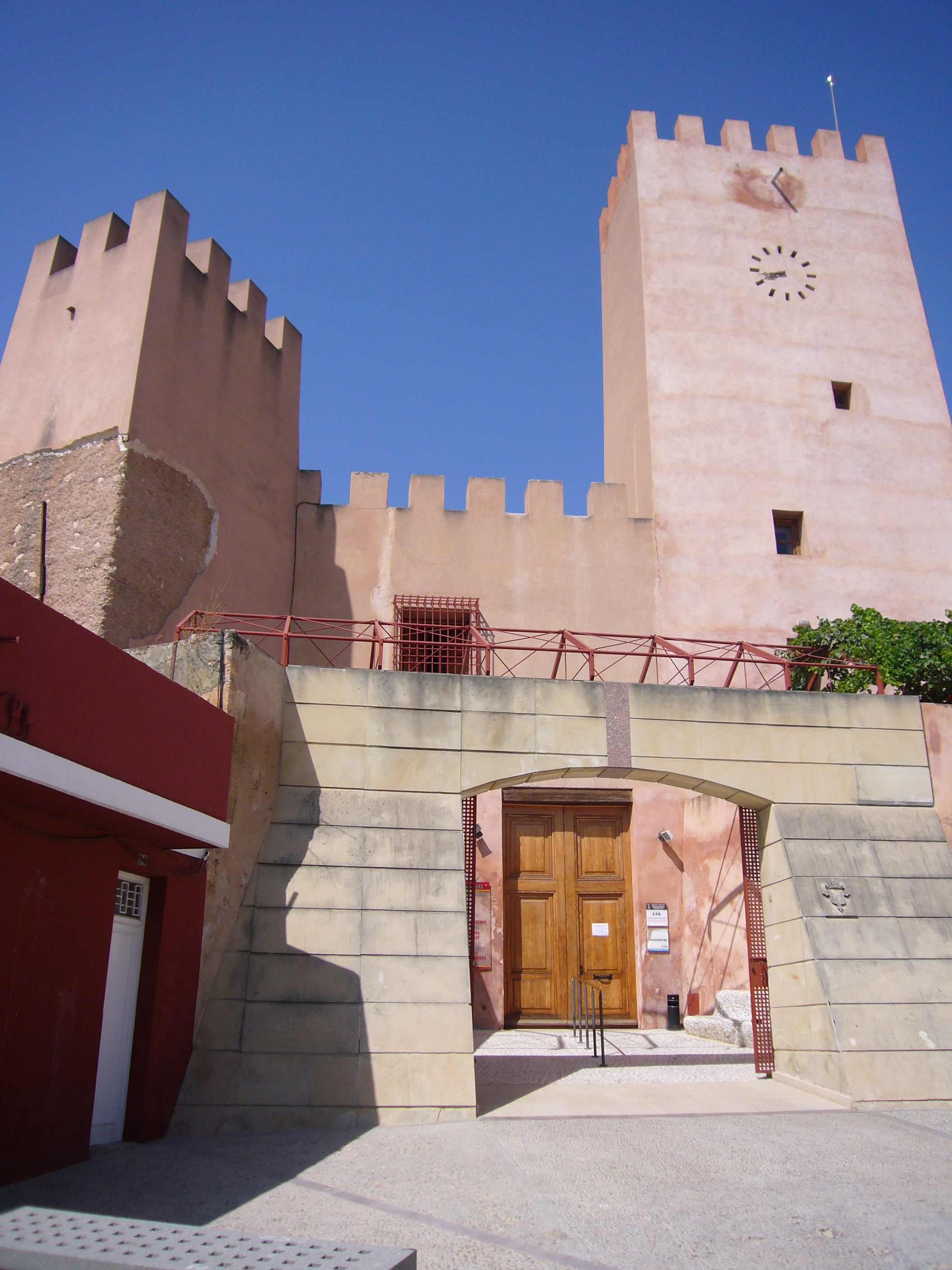
Castillo de los barones de Bétera, en Bétera (Valencia).

Escudo privativo del municipio de Bétera (Valencia), que dio nombre a esta baronía

La Baronía de Bétera es un título nobiliario español creado el 21 de diciembre de 1329 por el rey Alfonso IV de Aragón al aceptar el vínculo creado, previa facultad real, por Ramón de Rocafull de Boil, señor de Bétera, de Guadalupe y de la Daya, en el Reino de Valencia.
Su denominación hace referencia a la localidad de Bétera, en la provincia de Valencia, en donde se conserva el castillo de los barones de Bétera.
Este título fue rehabilitado en 1917 por José María de Arróspide y Álvarez, III duque de Castro-Enríquez

## Barones de Bétera
|                                   | Titular                                            | Periodo                           |
| Creación por Alfonso IV de Aragón | Creación por Alfonso IV de Aragón                  | Creación por Alfonso IV de Aragón |
| --------------------------------- | -------------------------------------------------- | --------------------------------- |
| I                                 | Ramón de Rocafull de Boil                          | 1329-                             |
| Rehabilitación por Alfonso XIII   |                                                    |                                   |
| .                                 | José María de Arróspide y Álvarez                  | 1917-1936                         |
| .                                 | María del Dulce Nombre de Arróspide y de Arróspide | 1950-1980                         |
| .                                 | Buenaventura Patiño y Arróspide                    | 1981-actual titular               |

## Historia de los Barones de Bétera
- Ramón de Rocafull de Boil, I barón de Bétera

Rehabilitado en 1917 a favor de:
- José María de Arróspide y Álvarez (1877-1936), barón de Bétera, III duque de Castro-Enríquez, XI conde de Plasencia, XVIII vizconde de Rueda (por rehabilitación a su favor en 1917), XII vizconde de Perellós (rehabilitado a su favor en 1917), barón de la Daya (por rehabilitación a su favor en 1917).

Se casó con María de los Dolores de Arróspide y Ruiz del Burgo. Tuvieron por hijos a:
1. María del Carmen de Arróspide y Arróspide, XIX vizcondesa de Rueda. Casó con José de Silva y Goyeneche.
2. María de los Dolores de Arróspide y Arróspide, XIII vizcondesa de Perellós. Casó con Francisco Patiño y Fernández-Durán, XIV Conde de Guaro, a quienes sucedió su hijo José Luis Patiño y Arróspide, XV conde de Guaro y XIV vizconde de Perellós.
3. María del Dulce Nombre de Arróspide y Arróspide, que sigue.
4. María del Pilar de Arróspide y Arróspide, Baronesa de la Daya. Casó con Carlos Doiz de Espejo y González de la Riva.
5. Luis de Arróspide y Arróspide, III marqués de Valfuerte. Sin descendientes.
6. Francisco de Arróspide y Arróspide, IV duque de Castro-Enríquez, XII conde de Plasencia. Casó con María del Carmen Valera y Ramírez de Saavedra.

Le sucedió, en la baronía de Bétera, su hija:
- María del Dulce Nombre de Arróspide y Arróspide (1914-1979), baronesa de Bétera.

Se casó con Buenaventura Patiño y Fernández-Durán (1912-1981), hijo de los marqueses de Castelar. Tuvieron por hijos a:
1. Maria del Pilar Patiño y Arróspide
2. Buenaventura Patiño y Arróspide
3. Paloma Patiño y Arróspide
4. Belén Patiño y Arróspide

Le sucedió su hijo:
- Buenaventura Patiño y Arróspide, barón de Bétera, caballero maestrante de Zaragoza.

Se casó con Ana Vilallonga y Martínez Campos, hija de los duques de Seo de Urgel. De este matrimonio nació una única hija:
1. María Patiño y Vilallonga, inmediata sucesora.